# Esmé Stewart, III duca di Lennox
Esmé Stewart, III duca di Lennox, KG (1579 – 30 luglio 1624), è stato un nobile scozzese della famiglia di Stewart.

## Famiglia
Era figlio di Esmé Stewart, I duca di Lennox, e di sua moglie Catherine de Balsac. Nel 1619 divenne conte di March.
Esmé Stewart era un mecenate e sostenitore dello scrittore Ben Jonson, che ha vissuto alcuni anni in casa sua.

## Matrimonio
Nel 1609 sposò Catherine Stewart (1592-1637), figlia di Gervais Clifton, I Signore Clifton. La coppia ebbe undici figli:
- Elizabeth (1610-1674), sposò Henry Howard, XXII conte di Arundel;
- James, IV duca di Lennox (1612-1655);
- Anne (1614-1646), sposò Archibald Douglas, conte di Angus;
- Henry, VIII Seigneur d'Aubigny (1616-1632);
- Francis (1616-1617);
- Frances (1617-1694), sposò il II conte di Portland;
- Margaret (1618-1618);
- George Stewart, IX signore d'Aubigny (1618-1642), ucciso in battaglia;
- Ludovic Stewart, X signore d'Aubigny (1619-1665);
- John Stewart (1621-1644) ucciso in battaglia;
- Bernard Stewart (1623-1645) ucciso in battaglia.

## Morte
Morì nel 1624, poco dopo essere succeduto al fratello al titolo di Duca di Lennox. Venne sepolto all'Abbazia di Westminster.
| Controllo di autorità | VIAF (EN) 96813214 · LCCN (EN) no2009119744 |